# Hesham Tillawi
Hesham Tillawi (* 1964) ist ein amerikanischer TV-Talkmaster und politischer Analyst aus Louisiana.
Er wurde 2004 zum stellvertretenden Präsidenten des nationalen Exekutivausschusses des Palästinensischen Amerikanischen Kongresses gewählt.
Tillawi moderiert die wöchentliche, zweistündige TV-Show Current Issues, ausgestrahlt wurde die Sendung zunächst in einem offenen Kanal, später wurde sie kurzzeitig von Bridges TV, einem muslimischen Kabelnetzwerk übernommen. 2006 wurde die Sendung aus dem Programm gestrichen und ist jetzt wieder im offenen Kanal und über das Internet verfügbar.
In seiner Show kritisiert Tillawi die Behandlung der Araber und Muslime durch den Staat Israel. Dabei bedient er häufig antisemitische Vorurteile, wie z. B. die angebliche Kontrolle der Medien durch Juden. Mehrfach interviewte er bekannte Antisemiten wie den ehemaligen Ku-Klux-Klan Anführer David Duke oder Holocaustleugner wie Fredrick Toben, Mark Weber und Bradley Smith. Laut der Anti-Defamation League ist die Show ein „Sprachrohr für die Holocaust-Leugner“. Weitere Gäste der Sendung waren unter anderem der Kongressabgeordnete Paul Findley oder der ehemalige israelische Nukleartechniker Mordechai Vanunu. Auch Norman Finkelstein war in Tillawis Sendung zu Gast und sprach über sein umstrittenes Buch Die Holocaust Industrie. 